# 迪特尔·穆勒
迪特·穆勒（德語：Dieter Müller，1954年4月1日—）是一名德国前足球运动员，曾参加1978年世界杯足球赛，后在奥芬巴赫踢球者担任主席达12年。如今他开设了一家足球学校并担任校长。